# MTX spol.

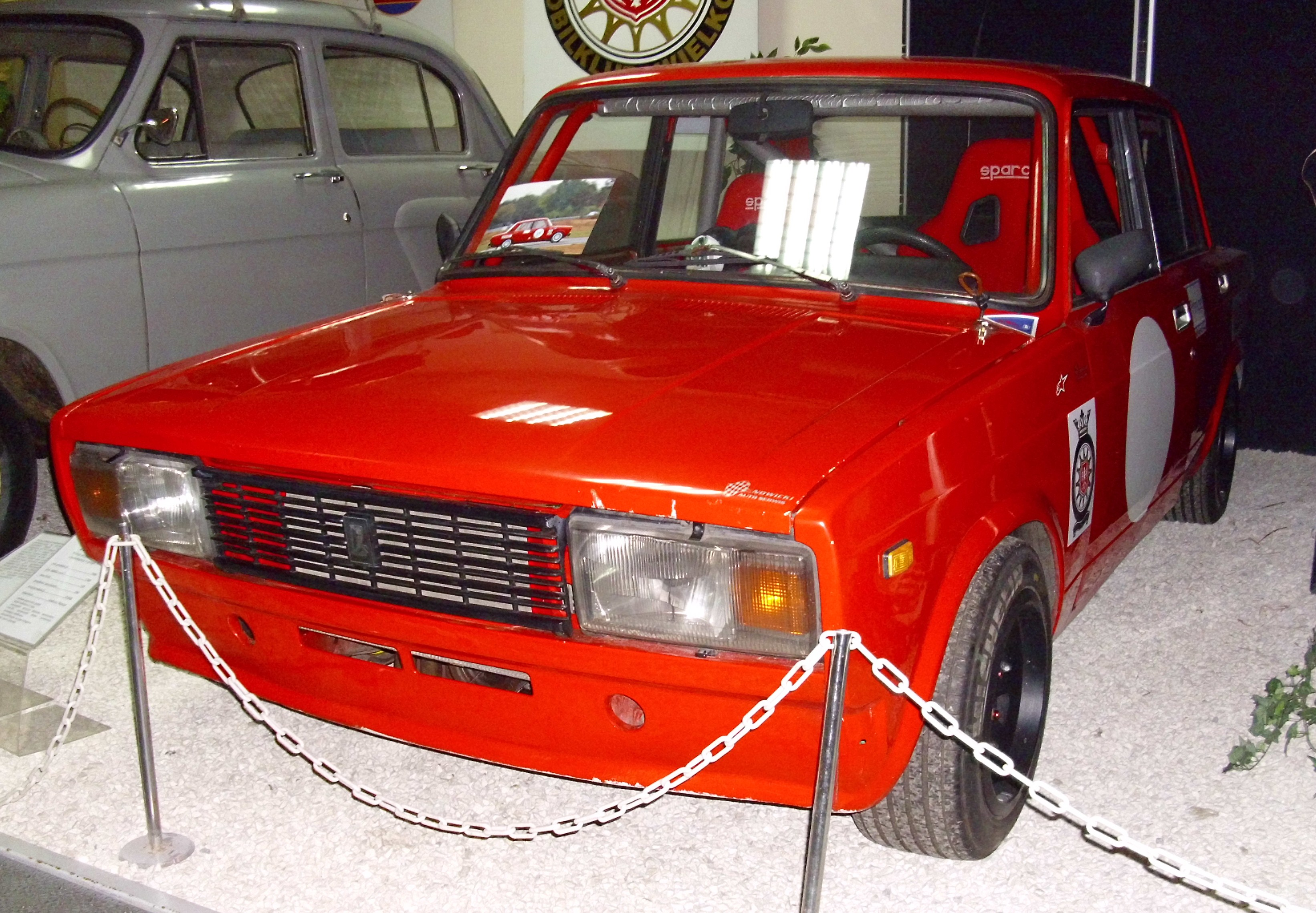
Rennwagen von MTX auf Lada-Basis

MTX spol. s.r.o. ist ein tschechischer Hersteller von Automobilen. Das Unternehmen ist spezialisiert auf Umbauten für Polizeifahrzeuge sowie Instandsetzung historischer Renn- und Sportwagen.

## Unternehmensgeschichte
Das Unternehmen entstand 1969 in Prag als Werkstatt. Zunächst wurden Fahrzeuge von Škoda und Lada zu Rennwagen umgerüstet. 1970 folgte die erste Eigenkonstruktion eines Rennwagens. Der Markenname lautet MTX. Mit Einführung der Marktwirtschaft änderte sich das Tätigkeitsfeld. Seitdem liegt ein Schwerpunkt auf der Entwicklung und Produktion von Straßenfahrzeugen in Kleinserie. Insgesamt entstanden schon über 170 Prototypen, Renn- und Sportwagen.

## Fahrzeuge

### Rennwagen

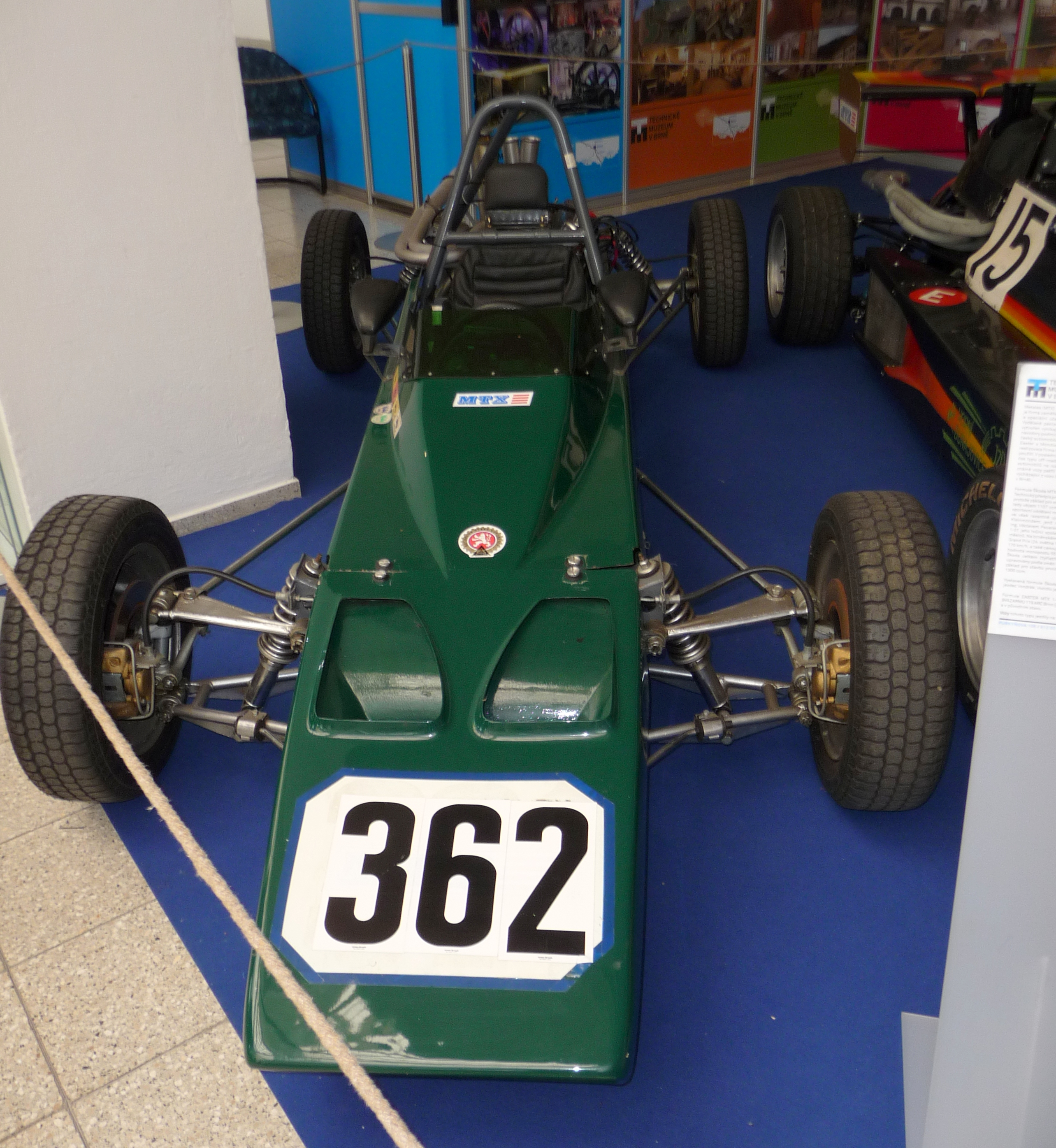
MTX 1-01 Rennwagen von 1971

Der MTX 1-01 entstand ab 1970 mit einem Motor von Škoda für die Formel-Easter-Rennserie. Es folgten die Modelle 1-02, 1-03, 1-04, 1-05, 1-06, 1-07, 1-08 und 1-09.

### MTX Tatra V8

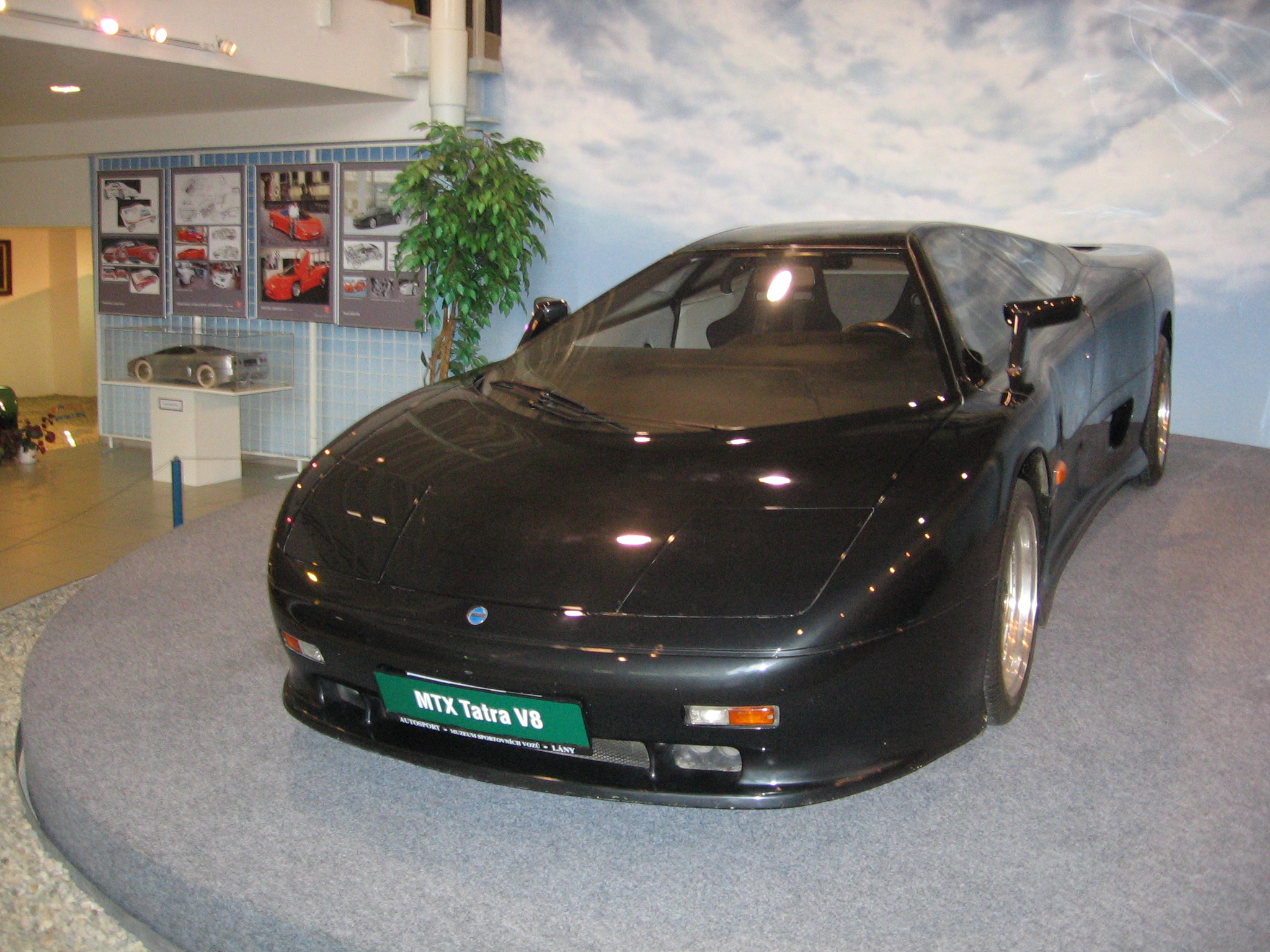
MTX Tatra V8

Dies war ein Sportwagen auf Tatra-Basis, entwickelt ab 1989 und vorgestellt 1991. Techniker war Václav Král. Geplant war die Produktion von 100 Fahrzeugen. Die tatsächliche Stückzahl war erheblich kleiner.

### Roadster und Cabriolet

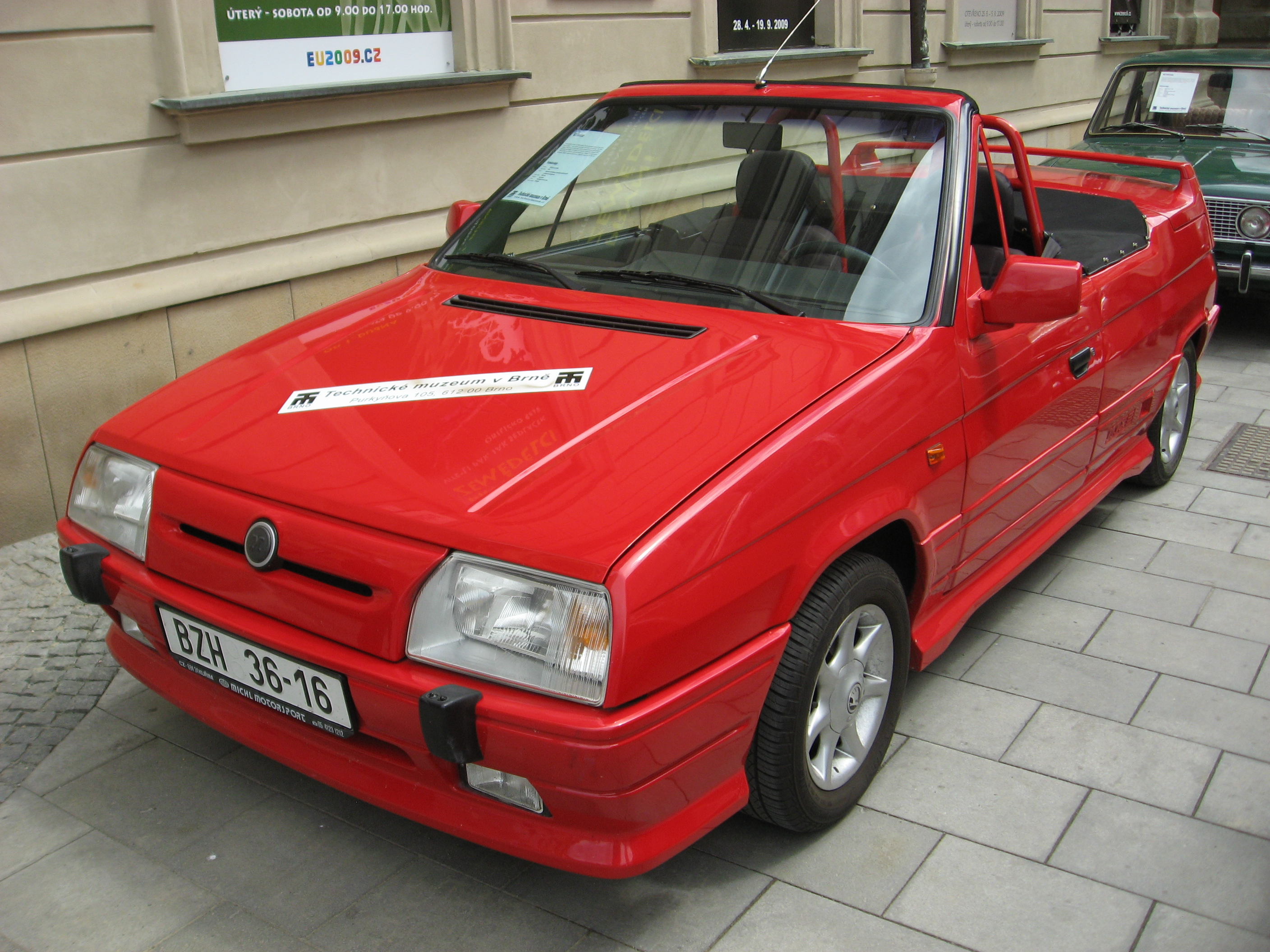
MTX Roadster

Das Unternehmen stellte ab 1990 Cabriolet-Umbauten auf Basis des Škoda Favorit her.

### Beach Buggy
Dieses Modell hatte einen Rohrrahmen. Für den Antrieb sorgte ein Vierzylindermotor vom Ford Fiesta mit 1100 cm³ Hubraum. Die offene Karosserie aus Kunststoff bot Platz für 2 + 2 Personen.